# Letteratura basca
Per letteratura basca, si intende la cultura e diffusione letteraria di origini medievali caratterizzata dalla sua collocazione nei Paesi Baschi, molto diffusa durante le due Guerre Mondiali, e relativamente importante anche al giorno d'oggi.

## Caratteristiche
È sempre stata caratterizzata da una tradizione orale estremamente spiccata, e da un consistente realismo, sviluppatosi particolarmente durante la Seconda guerra mondiale.
Si è sviluppata su due strade parallele:
1. Testi scritti narrativi molto lunghi e materialistici; tipici dei periodi di guerra, essi riflettono, con imponente realismo, le situazioni vissute e che si vivono; ma possono anche contenere elementi fantastici, come protagonisti con atteggiamenti comici e/o dotati di poteri paranormali.
2. Poesie e rime in Bertsolarismo, ovvero tipiche di uno stile tramandato oralmente, caratterizzate da brevità e misura non disgiunte dal gusto per il particolare. Hanno origini molto antiche, di molto precedenti ai testi scritti sopracitati.